# Třída Salvatore Pelosi
Třída Salvatore Pelosi je třída diesel-elektrických ponorek italského námořnictva. Třída je pokračováním vývojové linie zahájené třídou Nazario Sauro. Celkem byly postaveny dvě jednotky této třídy. Ve službě jsou od roku 1988. K roku 2021 zůstávaly nadále v aktivní službě.

## Stavba
Ponorky byly objednány v roce 1983. Postavila je loděnice Cantieri Riuniti dell'Adriatico (CRDA) v Monfalcone. Stavba jednotky Salvatore Pelosi probíhala v letech 1986–1988, zatímco Giuliano Prini byla postavena v letech 1987–1989.
Jednotky třídy Salvatore Pelosi:
| Jméno                   | Založení kýlu | Spuštěna           | Dodání             | Status  |
| ----------------------- | ------------- | ------------------ | ------------------ | ------- |
| Salvatore Pelosi (S522) | 1985          | 29. listopadu 1986 | 14. července 198   | aktivní |
| Giuliano Prini (S523)   | 1987          | 12. prosince 1987  | 11. listopadu 1989 | aktivní |

## Konstrukce

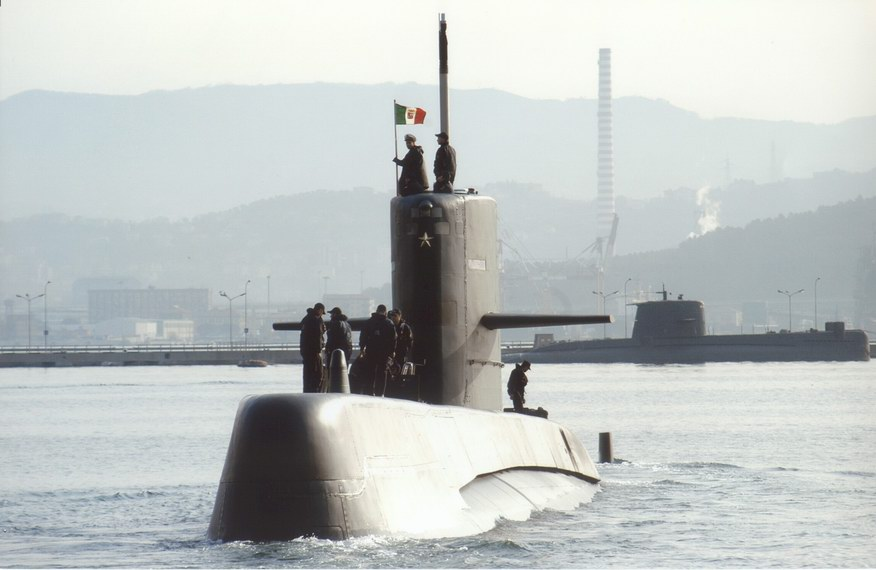
Salvatore Pelosi (S522)

Ponorky jsou vybaveny radarem BPS-704, sonary IPD-70/S, MD 100S, Velox M5, systémem elektronického boje BLD-727 Thetis a bojovým řídícím systémem BSN-716(v)2 SACTIS. Výzbroj tvoří šest 533mm torpédometů. Mimo vodičem naváděných torpéd Whitehead A184 mohou ponorky odpalovat též americké střely Sub-Harpoon. Mohou nést až 12 dlouhých zbraní či 24 námořních min. Pohonný systém tvoří tři dieselgenerátory a jeden elektromotor, pohánějící jeden lodní šroub. Ponorky dosahují rychlosti 12 uzlů na hladině a 20 uzlů pod hladinou. Dosah je 10 000 námořních mil při rychlosti 11 uzlů na hladině a 250 námořních mil při rychlosti 4 uzly pod hladinou. Prodloužený trup byl postaven z vysokopevnostní oceli HY-80, která ponorkám umožňuje dosáhnout operační hloubky ponoru 300 metrů.

### Modifikace
V letech 2002–2003 ponorky dostaly nový bojový řídící systém ISUS 90.